# Facção Central
Facção Central ist eine afrobrasilianische Rapgruppe.

## Geschichte
Sie wurde 1989 in São Paulo ins Leben gerufen; Gründungsmitglieder waren Nego (heute als Rapper Mag bekannt), Eduardo und Jurandir. Später verließen Nego und Jurandir die Band und wurden durch Dum Dum und Garga ersetzt.
Anfang 1998 verließ Garga die Band wieder; Erick 12 war zunächst neues Mitglied, verlegte sich später aber auf die Produktion für Facção Central.
Eduardo (Komponist und Interpret) und Dum Dum (Interpret) wurden in Favelas geboren und wuchsen in einem Umfeld von sozialer Gewalt, Kriminalität, Drogenhandel und -sucht auf. Diese gewalttätige Vergangenheit wurde zu einer Inspirationsquelle für Eduardos politische Lieder.
2013 gab Eduardo bekannt, dass er aufgrund von Differenzen mit Dum Dum die Gruppe verlassen werde.

## Kontroversen
Der von MTV ausgestrahlte Videoclip des Songs Isso Aqui É uma Guerra („Das ist ein Krieg“) aus dem Album Versos Sangrentos wurde von der Staatsanwaltschaft beschlagnahmt und Anklage wegen Rassismus und Förderung krimineller Handlungen erhoben.

## Diskografie
- 1995: Juventude de Atitude
- 1998: Estamos de Luto
- 1999: Versos Sangrentos
- 2001: A Marcha Fúnebre Prossegue
- 2002: Direto do Campo de Extermínio
- 2005: Facção Central Ao Vivo
- 2006: O Espetáculo do Circo dos Horrores
- 2015: A Voz do Periférico
- 2020: Inimigo Nº1 do Estado[2]

### Livealben
- 2005: Facção Central - Ao Vivo
- 2018: Facção Central no Estúdio Showlivre - Ao Vivo

### Sammlung
- 1993: Movimento Rap Vol. 2